# أرض الحرية (فلم)
أرض الحرية (بالإنجليزية: Freedomland) هو فيلم جريمة وغموض ودراما أمريكي من إخراج جو روث وبطولة صامويل إل جاكسون وجوليان مور للأدوار الرئيسية. ويستند إلى رواية ريتشارد برايس عام 1998 التي تحمل الاسم نفسه، والتي تمس مواضيع العنصرية، حيث يجب على محقق شرطة أسود أن يحل قضية غريبة لصبي مختطف وأن يتعامل مع احتجاج عنصري كبير.
حقق الفيلم 14.7 مليون دولار مقابل ميزانية قدرها 30 مليون دولار.

## طاقم التمثيل
صامويل جاكسون: في دور المحقق لورينزو
جوليان مور: في دور بريندا مارتن
إيدي فالكو: في دور كارين كولوتشي
رون إلدارد: في دور داني مارتن
وليام فورسيث: في دور المحقق بوبي بويل
أنجوان اليس: في دور فيليسيا
أنتوني ماكي: في دور بيلي ويليامز
لاتانيا ريتشاردسون: في دور ماري
كلارك بيترز: في دور القس لونجواي
بيتر فريدمان: في دور اللفتنانت جولد
دومينيك لومباردوزي: في دور ليو سوليفان
آصف مندفي: في دور د. أنيل شاترجي
فيليب بوسكو: في دور كاهن
دوريان ميسيك: في دور جايسون كاونسل
مارلون شيرمان: في دور كودي
دونالد سيبرون: في دور مخبر

## أحداث الفيلم
تمشي بريندا (جوليان مور) عبر مشروع إسكان يغلب عليه الأمريكيون من أصل أفريقي وتدخل غرفة الطوارئ بالمستشفى المركزي، وهي في حالة صدمة ويداها مجروحة تنزف منها الدماء. يحضر محقق الشرطة لورينزو (صمويل إل جاكسون) لأخذ إفادة بريندا، التي تقول أن سيارتها قد سُرقت. عندما يواصل لورنزو التحقيق مع بريندا، تكشف أن ابنها الصغير، كودي، كان في المقعد الخلفي للسيارة، وان من سرق سيارتها، قد خطف طفلها. تبدأ الشرطة بشكل محموم في البحث عن الطفل كودي.
تصرح بريندا أن شقيقها داني (رون إلدارد)، ضابط شرطة في بلدة مجاورة، الذي يستدعي تواجدًا مكثفًا للشرطة للبحث عن الطفل في مشروع الإسكان وعن أدلة أيضا، وهذا يثير غضب السكان المحتجين على براءتهم. يبدأ لورنزو في الشك في أن بريندا تحجم عنه التفاصيل ويضغط عليها لتقول الحقيقة، وهي تصر على أنها قالت الحقيقة ولن تؤذي ابنها أبدًا. تقوم رسامة، برسم صورة للرجل الذي وصفته بريندا وتتهمه بسرقة سيارتها. يلقى زملاء داني البيض القبض على رجل من مشروع الإسكان يعتقدون أنه يتطابق مع الصورة، ويقوم داني الغاضب بضربه، وفي محاولة يائسة للعثور على كودي، يستعين لورنزو بمساعدة مجموعة متطوعة تساعد في البحث عن الأطفال المفقودين، ويقترح عليهم البحث في فريدوم لاند، وهي منطقة مهجورة بها مستشفى مهجورة بالقرب من مكان الحادث. تتحدث قائدة المجموعة كارين كولوتشي (إيدي فالكو) مع بريندا أثناء البحث، وكانت كولوتشي قد فقدت ابنها قبل سنوات وتقنع بريندا بالاعتراف بوفاة كودي. تقود بريندا الباحثين إلى حديقة قريبة حيث يجدوا جثة كودي في قبر ضحل مغطى بالصخور الثقيلة. يدرك لورينزو أن بريندا لم يكن بإمكانها تحريك الصخور بنفسها، وأثناء الاستجواب تعترف بريندا بأنها دخلت في علاقة مع رجل يدعى بيلي (أنتوني ماكي) عاش في المشاريع، وكانت تعطي شراب سعال للطفل كودي حتى ينام ويمكنها زيارة بيلي، وفي الليلة المذكورة، عادت لتجد كودي ميتًا، بعد أن شربت زجاجة كاملة من شراب السعال. يساعدها بيلي في دفن جسده الطفل. تذهب الشرطة لاعتقال بيلي، ويواجهون السكان الغاضبين من مضايقات الشرطة السابقة التي لا أساس لها وتندلع أعمال شغب. يتم اتهام بريندا بالإهمال الجنائي، ويوعدها لورنزو بزيارتها في السجن.

## استقبال الفيلم
حصل الفيلم على درجة تبلغ 23٪ بناءً على 151 مقالة للنقاد قام بتجميعها موقع الطماطم الفاسدة، وينص الإجماع على ما يلي: «يحاول الفيلم معالجة قضايا العرق والطبقة الحساسة بشكل سيئ ومبالغة في التصرف، لكن الحماس المفرط يخطئ الهدف». منح موقع ميتاكريتيك درجة 43٪ بناءً على 35 مقالة نقد. أجرت شركة «سينما سكور» استطلاع رأي (شركة أمريكية باحثة في السوق، تستعرض شرائح الجمهور السينمائي لتقييم خبراتهم في المشاهدة وتقدم تقارير النتائج وتوقعات شباك التذاكر التي تعتمد على البيانات) وكانت النتيجة أن الجماهير منحت الفيلم العلامة (سي) وهذا يعني 3 من 6.
كتبت شيري ليندن من «هوليوود ريبورتر»: «الفيلم قبل كل شيء، صورة مؤثرة لأرواح مؤلمة، تم إحياؤها في عروض مقنعة»، وكتب بريان لوري من مجلة «فاراياتي»: «يبدو وكأنه فيلم يبقى مدى الحياة مع طاقم تمثيل مميز».
حقق الفيلم 14.7 مليون دولار مقابل ميزانيته البالغة 30 مليون دولار.

## روابط خارجية
مقالات تستعمل روابط فنية بلا صلة مع ويكي بيانات